# Arondismentul Saint-Claude
Arondismentul Saint-Claude (în franceză Arrondissement de Saint-Claude) este un arondisment din departamentul Jura, regiunea Franche-Comté, Franța.

## Subdiviziuni

### Cantoane
- Cantonul Les Bouchoux
- Cantonul Moirans-en-Montagne
- Cantonul Morez
- Cantonul Saint-Claude
- Cantonul Saint-Laurent-en-Grandvaux

### Comune
| 1. Avignon-lès-Saint-Claude (39032) | 2. Bellecombe (39046)                  | 3. Bellefontaine (39047)            | 4. Bois-d'Amont (39059)           |
| 5. Bonlieu (39063)                  | 6. Les Bouchoux (39068)                | 7. Chancia (39102)                  | 8. Charchilla (39106)             |
| 9. Chassal (39113)                  | 10. La Chaumusse (39126)               | 11. Chaux-des-Prés (39130)          | 12. La Chaux-du-Dombief (39131)   |
| 13. Choux (39151)                   | 14. Château-des-Prés (39115)           | 15. Châtel-de-Joux (39118)          | 16. Coiserette (39157)            |
| 17. Coyrière (39174)                | 18. Coyron (39175)                     | 19. Crenans (39179)                 | 20. Les Crozets (39184)           |
| 21. Cuttura (39186)                 | 22. Denezières (39192)                 | 23. Fort-du-Plasne (39232)          | 24. Grande-Rivière (39258)        |
| 25. Jeurre (39269)                  | 26. Lac-des-Rouges-Truites (39271)     | 27. Lajoux (39274)                  | 28. Lamoura (39275)               |
| 29. Larrivoire (39280)              | 30. Lavancia-Epercy (39283)            | 31. Lavans-lès-Saint-Claude (39286) | 32. Lect (39289)                  |
| 33. Leschères (39293)               | 34. Longchaumois (39297)               | 35. Lézat (39294)                   | 36. Maisod (39307)                |
| 37. Martigna (39318)                | 38. Meussia (39328)                    | 39. Moirans-en-Montagne (39333)     | 40. Molinges (39339)              |
| 41. Les Molunes (39341)             | 42. Montcusel (39351)                  | 43. Morbier (39367)                 | 44. Morez (39368)                 |
| 45. La Mouille (39371)              | 46. Les Moussières (39373)             | 47. La Pesse (39413)                | 48. Les Piards (39417)            |
| 49. Ponthoux (39438)                | 50. Pratz (39440)                      | 51. Prémanon (39441)                | 52. Prénovel (39442)              |
| 53. Ravilloles (39453)              | 54. La Rixouse (39460)                 | 55. Rogna (39463)                   | 56. Les Rousses (39470)           |
| 57. Saint-Claude (39478)            | 58. Saint-Laurent-en-Grandvaux (39487) | 59. Saint-Lupicin (39491)           | 60. Saint-Maurice-Crillat (39493) |
| 61. Saint-Pierre (39494)            | 62. Saugeot (39505)                    | 63. Septmoncel (39510)              | 64. Vaux-lès-Saint-Claude (39547) |
| 65. Villard-Saint-Sauveur (39560)   | 66. Villard-sur-Bienne (39562)         | 67. Villards-d'Héria (39561)        | 68. Viry (39579)                  |
| 69. Vulvoz (39585)                  | 70. Étival (39216)                     |                                     |                                   |